# Pigmentacja
Pigmentacja – występowanie pigmentu w ciele organizmu, może być stałe lub zależne od różnych warunków zewnętrznych (np. opalenizna, zmiana pH). Pełni ona rozmaite funkcje, jak np.: ochrona przed promieniowaniem ultrafioletowym, komunikacja (ubarwienie ostrzegawcze), kamuflaż, wychwytywanie promieniowania czynnego fotosyntetycznie. Liczne substancje występujące w ciele organizmów mogą być zabarwione, mimo że nie wiąże się to z ich podstawową funkcją (np. karotenoidy w ciałach i wydzielinach).